# 朴魯榮
朴魯榮（：／，1930年2月8日—2012年1月30日），韓國陸軍將領、外交官，亦曾以駐中華民國大使、駐教廷大使身份派赴台灣和梵蒂岡。
朴氏於1949年加入韓國國軍，參與過韓戰及越南戰爭，歷任部隊指揮官、參謀長、駐外武官和韓美聯合軍司令部副司令，具有軍事外交經驗，並曾於朴正熙、全斗煥軍政府時代出任市長及國家委員等政治職務，後於1983年退役，官拜上將。1990年代起，他轉任駐外使節，於駐台期間經歷了1992年台韓斷交，因而成為末代韓國駐中華民國大使。

## 生平

### 軍旅生涯
朴魯榮於1930年2月8日誕生於慶尚北道的榮州，後於忠清北道的堤川邑成長。1949年，他加入韓國陸軍，任官少尉，1950年韓戰爆發後參戰，在第6步兵師擔任搜索連連長，並曾投入龍門山戰鬥。1951年，朴魯榮前往美國喬治亞州班寧堡的步兵學校受訓，回國後於1953年成為營長:672，1958年－1961年任陸軍大學教官:672。此前他還繼續接受高等教育，1958年自東國大學經濟系畢業:672，1960年則到美國陸軍指揮參謀學院進修:672。
1961年，朴正熙發起五一六軍事政變，成立國家重建最高會議，派遣軍官接掌韓國政府多個公職，朴魯榮亦於同年7月8日以中校身份接任江原道原州市的第4任市長，任內升為上校，並在1963年1月25日離任。他歸隊後繼續擔當軍職，1963年－1966年間赴韓國駐菲律賓大使館任武官:672，1966年調任第27步兵師第77團團長，1968年負責領導漢城國立大學（今首爾大學）的預備軍官訓練團:672。
1968年11月22日，朴魯榮正式晉升將軍，獲授准將軍銜，接著即赴越參加越南戰爭，1969年起在南越首都西貢（今胡志明市）的駐越韓國軍司令部就任參謀長，1972年歸國並接任第8步兵師師長，1975年成為陸軍本部管理參謀部次長:672。1976年，他調赴韓國駐美大使館當國防武官兼駐加拿大武官，1979年結束駐美任期後，回國轉任首都軍軍長，任內適逢全斗煥及其領導的新軍部掌權、擴大戒嚴，而在1980年5月30日成立的實權機構——國家保衛非常對策委員會內擔任中將常任委員。全斗煥當選總統後，於1981年8月31日任命朴氏為韓美聯合軍司令部副司令:75，又在12月16日將他與鄭鎬溶、金潤鎬一起提拔為上將。朴魯榮擔任韓美聯合副司令至1983年止，於8月31日退出現役。

### 政府及外交生涯
1983年朴魯榮退役後，仍在政府、軍隊相關組織中活動，1984年－1987年間擔任國營旅遊機構——韓國觀光公社理事長，1986年進入國防部當防產局局長，1985年－1991年間則於在鄉軍人會（退伍軍人協會）任副會長:551。1991年3月4日，朴魯榮經時任總統盧泰愚任命為外務部（今外交部）本部無任所大使，7月17日又在盧泰愚委派之下出使中華民國:551，並於8月28日抵達台灣履新:587。
朴魯榮上任大使後，正值韓國對中華人民共和國加強接觸、推進雙邊關係正常化之際，雖然他曾於1992年8月22日表示韓國可在與北京建交之餘，維持既有的漢城－台北關係，對台灣海峽兩岸採取雙重承認，但8月24日韓國同中華人民共和國成立邦交時，其與中華民國的外交關係也於同一天宣告中斷，朴因而成為末任駐在台北的韓國大使，負責指示、安排大使館撤館工作，隨即返回漢城。同年12月31日，韓政府又指派朴魯榮駐節聖座、接替即將改調瑞典的前任駐聖座大使李時容（이시용）。他於1993年1月到任、1995年3月離任。

### 個人生活與榮譽
朴魯榮的妻子為崔貞水（최정수），兩人婚後育有2男1女。2012年1月30日，朴氏於京畿道龍仁市逝世，下葬在國立大田顯忠院內的將領第2墓區，生前所獲榮譽包括乙支武功勳章、花郎武功勳章、保國勳章統一章及越南一等名譽佩星。